# روکوتو
روکوتو (به اسپانیایی: Rukutu) یک کوه در پرو است که در Peru, Lima Region واقع شده‌است. روکوتو ۴٬۸۰۰ متر بالاتر از سطح دریا واقع شده‌است.